# Georgius Laurentii Daalhemius
Georgius Laurentii Daalhemius, död 1652 i Trehörna socken, Östergötlands län, var en svensk präst i Trehörna församling.

## Biografi
Georgius Laurentii Daalhemius var son till kyrkoherde i Dalhems socken. Han prästvigdes 1626 och blev 1641 komminister i Järstads församling, Vallerstads pastorat. Han blev 1651 den första kyrkoherden i Trehörna församling, Trehörna pastorat. Daalhemius avled 1652 i Trehörna socken.

### Familj
Daalhemius gifte sig 1641 med en kvinna.